# Reventazón (Costa Rica)
Cet article concerne le district du Costa Rica. Pour le cours d'eau du Reventazón au Costa Rica, voir Reventazón (Parismina).
Reventazón est un district sur la côte Atlantique du Costa Rica en Amérique Centrale.

## Géographie

### Localisation
Reventazón se trouve sur le côté Atlantique à l'est du pays, plus précisément sur la mer des Caraïbes, dans le canton de Siquirres, province du Limón. Puerto Limón, le port le plus important du pays et chef-lieu de la province du Limón, est à 60 km au sud ; San José, la capitale, à 122 km à l'ouest (distances par route).

### Hydrographie
Du nord au sud, on a :
Le Reventazón qui marque la limite nord du district jusqu'à ce qu'il conflue en rive droite avec le fleuve Parismina. Le Parismina marque la limite nord du district jusqu'à la mer ; très méandreux juste avant son embouchure, il fait une longue boucle qui entoure le bourg de Parismina (en).
L'Aguas Zarcas qui traverse le centre du district, coulant dans le sens sud-ouest / nord-est, et rejoint le Parismina à environ 2 km de la mer à vol d'oiseau (mais à environ 6 km de l'embouchure de ce dernier à cause du grand méandre autour de Parismina).
Le petit fleuve Chiquero prend source sur le district même.
Le fleuve Pacuare marque la limite sud du district.

## Histoire
Le bourg de Reventazón est mentionné en 1887 comme “un lieu à environ 60 km de Limon” ("a point about 40 miles from Limon"). Une ligne de chemin de fer de 75 km (50 miles), "la ligne de Reventazon" (pas encore construite cette année-là) doit la relier à Cartago, passant à travers une riche campagne notée pour sa canne à sucre et des mines de cuivre non encore exploitées faute d'accès même pour les mules. Cette ligne doit avoir 45 grands ponts et 88 petits ponts ; parmi ceux-ci se trouve le viaduct de Birriz de 600 pieds (182,88 m), avec quatre travées de 152 pieds (46,33 m) de portée chacune, supporté par des piles en fer, et à 200 pieds (60,96 m) au-dessus de l'eau pour sa plus grande hauteur. James Livesey et Fils sont les ingénieurs en chef pour cette ligne ; ils dessinent le pont de Birriz, qui est achevé au plus tard en juin 1891 car L'administrateur général des chemins de fer de Costa Rica H.A. Denne instaure quatre trains à prix réduit tous les dimanches à partir du 5 juillet 1891, “pour l'opportunité de voir le grand pont de Birriz et le paysage splendide de Reventazón”. L'hebdomadaire The Engineer du 4 et du 11 août 1893 consacre un article illustré au pont de Birriz, dont la conception présente plusieurs nouveautés expliquées en détail dans The Engineer du 4 août 1893.
Le district a été créé seulement en 2018.